# Локомотивное депо (Белорусская железная дорога)
«Локомоти́вное депо́» (бел. Лакаматы́ўнае Дэпо́) — остановочный пункт в городе Барановичи, Беларусь между станциями Барановичи-Центральные и станцией Грицевец. Расположен на Железнодорожной улице. 